# Кинхајм
Кинхајм (фр. Kienheim) насеље је и општина у Француској у региону Алзас, у департману Доња Рајна.
По подацима из 2011. године у општини је живело 588 становника, а густина насељености је износила 184,91 становника/km².

## Демографија
| 1962. | 1968. | 1975. | 1982. | 1990. | 2011. |
| ----- | ----- | ----- | ----- | ----- | ----- |
| 173   | 175   | 203   | 516   | 538   | 588   |